# Tom Johnson (ingénieur du son)
Pour les articles homonymes, voir Tom Johnson et Johnson.

Thomas Richard "Tom" Johnson est un ingénieur du son américain.

## Biographie
Tom Johnson fait ses études à la USC School of Cinema-Television, devenue depuis USC School of Cinematic Arts, dont il sort diplômé en 1981,

## Filmographie (sélection)
- 1983 : Star Wars, épisode VI : Le Retour du Jedi (Star Wars: Episode VI – Return of the Jedi) de Richard Marquand
- 1984 : Star Trek 3 : À la recherche de Spock (Star Trek III: The Search for Spock) de Leonard Nimoy
- 1984 : Indiana Jones et le Temple maudit (Indiana Jones and the Temple of Doom) de Steven Spielberg
- 1988 : Tucker (Tucker: The Man and His Dream) de Francis Ford Coppola
- 1988 : Willow de Ron Howard
- 1988 : Colors de Dennis Hopper
- 1990 : Henry et June (Henry and June) de Philip Kaufman
- 1991 : Bugsy de Barry Levinson
- 1991 : Terminator 2 : Le Jugement dernier (Terminator 2: Judgment Day) de James Cameron
- 1991 : Backdraft de Ron Howard
- 1992 : Toys de Barry Levinson
- 1992 : Et au milieu coule une rivière (A River Runs Through it) de Robert Redford
- 1992 : JF partagerait appartement (Single White Female) de Barbet Schroeder
- 1993 : Madame Doubtfire (Mrs. Doubtfire) de Chris Columbus
- 1993 : Soleil levant (Rising Sun) de Philip Kaufman
- 1994 : Forrest Gump de Robert Zemeckis
- 1997 : Des hommes d'influence (Wag the Dog) de Barry Levinson
- 1997 : Titanic de James Cameron
- 1997 : Contact de Robert Zemeckis
- 1998 : La Légende du pianiste sur l'océan (La leggenda del pianista sull'oceano) de Giuseppe Tornatore
- 1998 : L'Homme qui murmurait à l'oreille des chevaux (The Horse Whisperer) de Robert Redford
- 1999 : Star Wars, épisode I : La Menace fantôme (Star Wars: Episode I – The Phantom Menace) de George Lucas
- 2000 : Seul au monde (Cast Away) de Robert Zemeckis
- 2000 : The Yards de James Gray
- 2001 : Bandits de Barry Levinson
- 2001 : Le Tailleur de Panama (The Tailor of Panama) de John Boorman
- 2002 : Coup de foudre à Manhattan (Maid in Manhattan) de Wayne Wang
- 2002 : Le Cercle (The Ring) de Gore Verbinski
- 2002 : The Magdalene Sisters de Peter Mullan
- 2002 : Créance de sang (Blood Work) de Clint Eastwood
- 2003 : Peter Pan de Paul John Hogan
- 2004 : Million Dollar Baby de Clint Eastwood
- 2004 : Le Pôle express (The Polar Express) de Robert Zemeckis
- 2004 : Hôtel Rwanda de Terry George
- 2005 : King Kong de Peter Jackson
- 2005 : Harry Potter et la Coupe de feu (Harry Potter and the Goblet of Fire) de Mike Newell
- 2005 : Charlie et la Chocolaterie (Charlie and the Chocolate Factory) de Tim Burton
- 2007 : Sweeney Todd : Le Diabolique Barbier de Fleet Street (Sweeney Todd: The Demon Barber of Fleet Street) de Tim Burton
- 2007 : La Légende de Beowulf (Beowulf) de Robert Zemeckis
- 2007 : There Will Be Blood de Paul Thomas Anderson
- 2009 : Le Drôle de Noël de Scrooge (A Christmas Carol) de Robert Zemeckis
- 2009 : Ondine de Neil Jordan
- 2010 : Moi, moche et méchant (Despicable Me) de Pierre Coffin et Chris Renaud
- 2010 : Alice au pays des merveilles (Alice in Wonderland) de Tim Burton
- 2011 : Cheval de guerre (War Horse) de Steven Spielberg
- 2012 : Frankenweenie de Tim Burton
- 2012 : Rebelle (Brave) de Mark Andrews et Brenda Chapman
- 2013 : Moi, moche et méchant 2 (Despicable Me 2) de Pierre Coffin et Chris Renaud
- 2013 : Blood Ties de Guillaume Canet
- 2014 : Captain America : Le Soldat de l'hiver (Captain America: The Winter Soldier) d'Anthony et Joe Russo
- 2015 : Hôtel Transylvanie 2 (Hotel Transylvania 2) de Genndy Tartakovsky
- 2015 : Ant-Man de Peyton Reed
- 2015 : Vice-versa (Inside Out) de Pete Docter et Ronnie del Carmen
- 2016 : Captain America: Civil War d'Anthony et Joe Russo
- 2019 : Ad Astra de James Gray

## Distinctions

### Récompenses
- Oscar du meilleur mixage de son
  - en 1992 pour Terminator 2 : Le Jugement dernier
  - en 1998 pour Titanic
- British Academy Film Award du meilleur son
  - en 1992 pour Terminator 2 : Le Jugement dernier

### Nominations
- Oscar du meilleur mixage de son
  - en 1995 pour Forrest Gump
  - en 1998 pour Contact
  - en 2000 pour Star Wars, épisode I : La Menace fantôme
  - en 2001 pour Seul au monde
  - en 2005 pour Le Pôle express
  - en 2012 pour Cheval de guerre
  - en 2020 pour Ad Astra

- British Academy Film Award du meilleur son
  - en 1998 pour Titanic
  - en 2000 pour Star Wars, épisode I : La Menace fantôme
  - en 2008 pour There Will Be Blood
  - en 2012 pour Cheval de guerre